# Paulus Potter

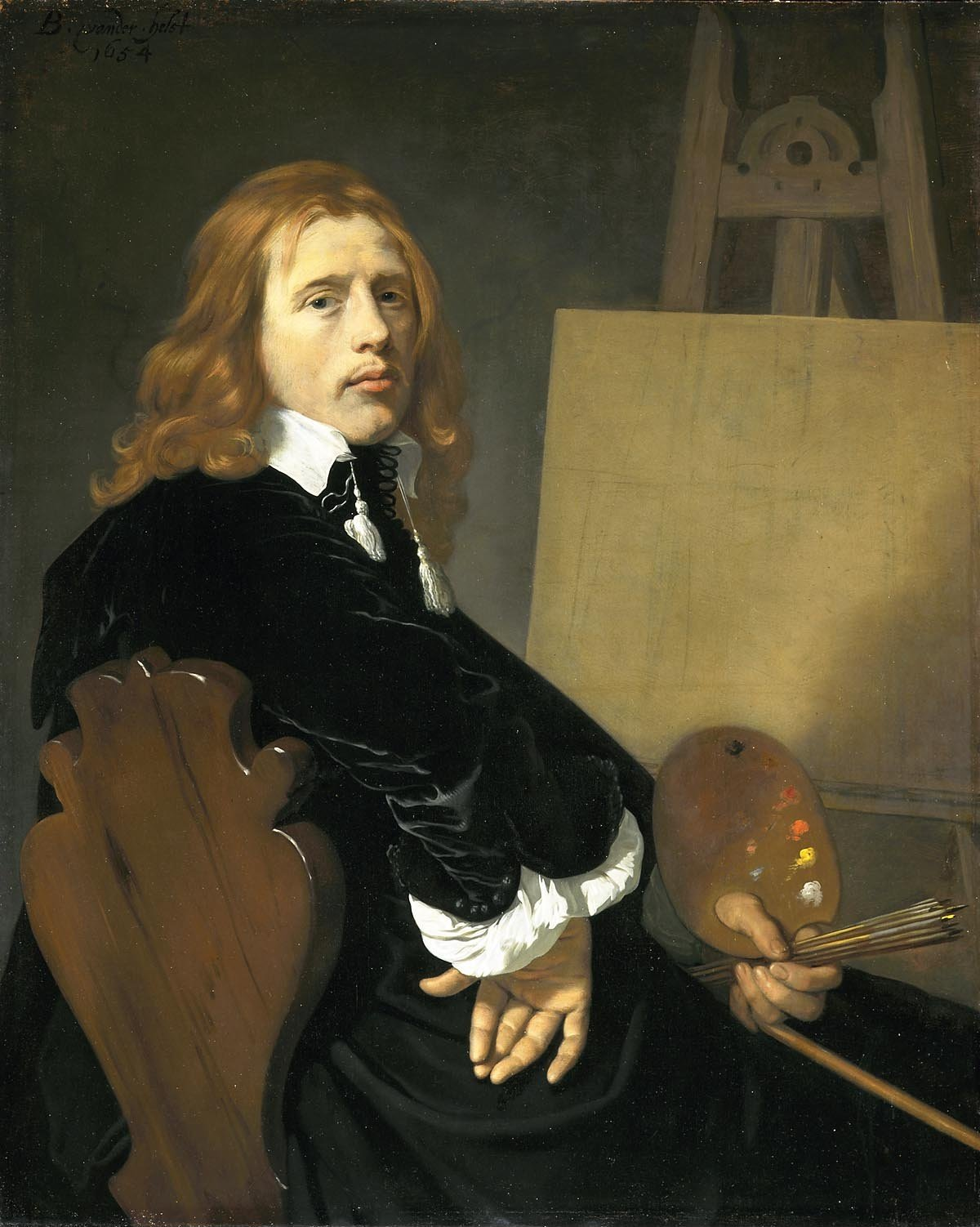
Paulus Potter, pintado por Bartholomeus van der Helst (Mauritshuis de La Haya).

Paulus Potter (Encusa, bautizado el 20 de noviembre de 1625 - Ámsterdam, enterrado el 17 de enero de 1654) fue un pintor y grabador barroco neerlandés especializado en animales y paisajes.

## Biografía
Potter estudió pintura con su padre, Pieter Potter en Enkhuizen, quien pintaba bodegones y paisajes. Su padre fue durante un tiempo creador de colgaduras de cuero dorado en Ámsterdam, pero lo dejó al cabo de pocos años. Paulus Potter ingresó en la guilda de San Lucas, esto es, el gremio de pintores de Delft, en el año 1646. Después marchó a La Haya donde conoció a su esposa. Ella lo introdujo en la élite social holandesa. Después de desacuerdos con sus compañeros pintores y con Amalia de Solms-Braunfels, miembro de la familia de los estatúderes, se marchó a Ámsterdam. Potter fue invitado por Nicolaes Tulp, quien quedó impresionado por sus maneras y su educación. Pintó a su hijo, Dirck Tulp. 
Potter falleció en 1654, a los 29 años de edad, víctima de la tuberculosis. Tuvo una gran influencia en los artistas que pintaron paisajes a principios del siglo XIX.

## Estilo

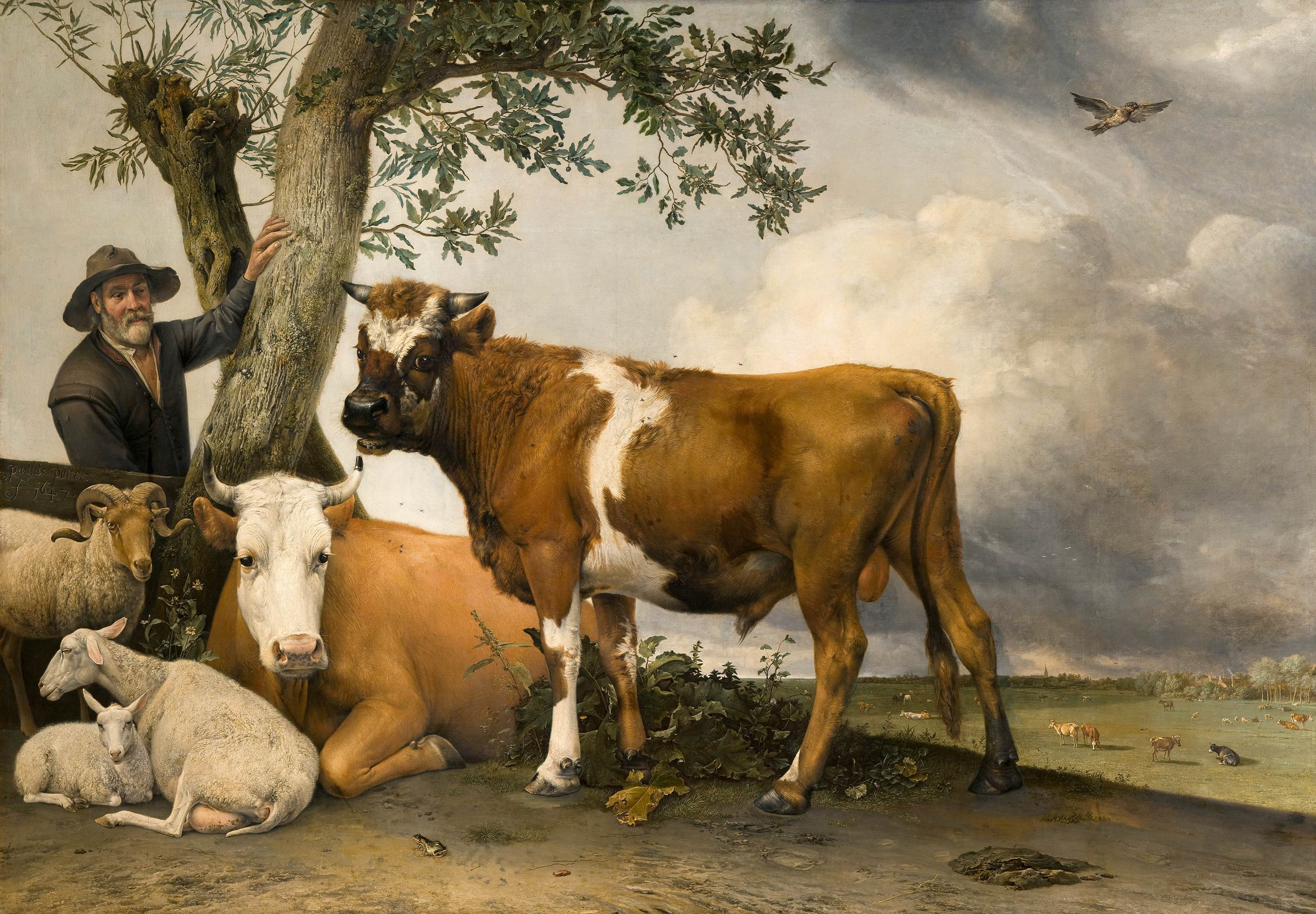
El toro, por Paulus Potter.

En poco tiempo consiguió ejecutar alrededor de un centenar de cuadros, trabajando continuamente. Paulus Potter pintó sobre todo paisajes y animales, con gran preocupación por el detalle y el realismo en la representación. Se cuenta que su ambiciosa pintura La granja (1649; Museo del Hermitage) fue rechazada por su comitente, Amalia de Solms-Braunfels, porque incluía a una vaca orinando cara al espectador. El cuadro pasó a la familia real sueca y en 1815 ingresó en el museo ruso.
En cuanto a sus paisajes, prefería los escenarios del campo holandés, con sus praderas. Solía representar el paisaje soleado. Esto también lo hacía el pintor Jan van Goyen, y puede deberse a cierta influencia de la pintura a la italiana de contemporáneos suyos como Karel Du Jardin.
Debe su fama, sobre todo, a los cuadros de animales, con cabras, ovejas y, principalmente, vacas, en armonía con la naturaleza que los rodea. De hecho, se le considera el fundador de la pintura de animales. Estos ya no son un elemento más del decorado, sino el motivo principal del cuadro. Su pintura más famosa es El toro (Toro joven o Novillo), en Mauritshuis, La Haya. El novillo representado se hizo a partir de esbozos dibujados al natural: la parte frontal y la trasera están en un ángulo diferente a la parte del medio. Durante el romanticismo del siglo XIX fue un cuadro muy apreciado.

## Obras
Sus obras mejores pueden verse en el Rijksmuseum de Ámsterdam. También hay cuadros suyos en el Museo del Louvre de París y en la colección Wallace de Londres.

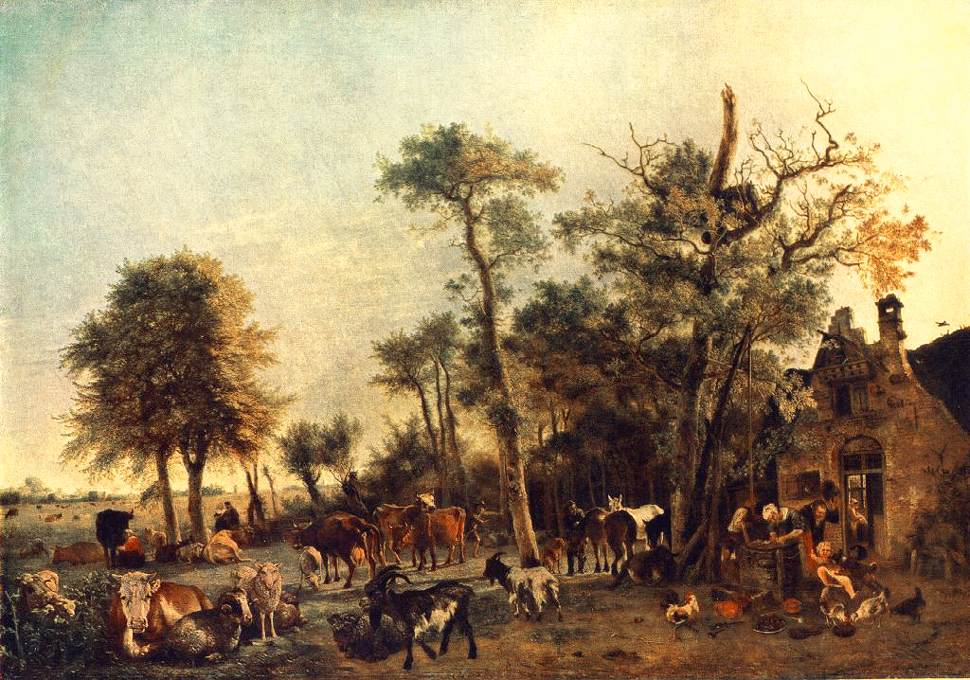
La granja, 1649. Cuadro supuestamente rechazado por incluir una vaca orinando.

- Familia minifundista con ganado (1646 - 29 x 37 cm)
- La granja (1649 - 81 cm x 116 cm - óleo sobre tabla), Museo del Hermitage.
- Dos caballos en el prado cerca de una puerta (1649 - 30 cm x 23 cm - óleo sobre tabla), Rijksmuseum.
- Dos caballos de tiro delante de una choza (1649 - 26 cm x 24 cm - óleo sobre tabla), Museo del Louvre.
- El bosque de La Haya (1650 - 38 cm x 40 cm - óleo sobre tabla), Museo del Louvre.
- Cuatro vacas en un prado (1651 - 30 cm x 25 cm - óleo sobre tabla), Rijksmuseum.
- Paisaje con vacas y cabra (1652 - 30 x 35 cm - óleo sobre tabla), firmado. Museo del Prado, Madrid.
- El caballo pío (1653 - 41 cm x 30 cm - óleo sobre tabla), Museo del Louvre.
- La pradera (1656 - 121 cm x 84 cm - óleo sobre tabla), adquirido por Luis XVI en 1784, Museo del Louvre.